# Paňovce
Paňovce – wieś (obec) na Słowacji położona w kraju koszyckim, w powiecie Koszyce-okolice. Pierwsze wzmianki o miejscowości pochodzą z roku 1317. 
Według danych z dnia 31 grudnia 2012, wieś zamieszkiwały 583 osoby, w tym 307 kobiet i 276 mężczyzn.
W 2001 roku rozkład populacji względem narodowości i przynależności etnicznej wyglądał następująco:
- Słowacy – 91,31%
- Czesi – 0,35%
- Ukraińcy – 0,18%
- Węgrzy – 7,8%

Ze względu na wyznawaną religię struktura mieszkańców kształtowała się w 2001 roku następująco:
- Katolicy rzymscy – 75,53%
- Grekokatolicy – 2,84%
- Ewangelicy – 0,89%
- Prawosławni – 0,35%
- Ateiści – 5,5%
- Nie podano – 0,18%